# Вид консонансу
Вид (дав.-гр. εἶδος, σχῆμα, лат. species) консонансу, йдеться про вид першого консонансу (лат. species primae consonantiae) — спосіб поступеневого заповнення звукоряду, обмеженого консонансами кварти, квінти або октави. Види перших консонансів мали основоположне значення в античності й середньовіччі для побудови теорії ладу.

## Коротка характеристика
Вчення про види — неодмінна складова частина давньогрецьких підручників і досліджень про гармонію (див. Гармоніка), що входила до розділу про інтервальні системи. Обов'язкові глави про види містять, наприклад, гармоніки Аристоксена, Птолемея, Клеоніда, Гауденція. Різні октавні (квартові, квінтові) звукоряди нумерувалися за порядком сходження: їм надавалися порядкові числівники (перший, другий, третій…) або атрибути-етноніми і похідні від цих атрибутів: атрибут «лідійський» походить від лідійців, «дорійський» — від дорійців, «фригійський» від — фригійців; до них додавалися словотворчі префікси гіпер-, гіпо-, міксо-.

Залежно від роду мелосу види могли мати різну інтервальну будову. У діатонічному роді першим, або міксолідійським, видом октави називався звукоряд h-a-g-f-e-d-c-H, другим (лідійським) — c2-h-a-g-f-e-d-c, третім (фригійським) — d2-c2-h-a-g-f-e-d і так далі:
Концепцію видів перших консонансів (species primarum consonantiarum) успадкував від греків Боецій, який розрізняв три діатонічних види кварти (species diatessaron), чотири види квінти (species diapente) і сім видів октави (species diapason). Через Боеція (переважно) концепцію видів сприйняли середньовічні теоретики, в яких вона стала частиною стандартного вчення про лади. Відомі музиканти Середньовіччя та Відродження (Берно з Райхенау, Гвідо д'Ареццо, Вільгельм з Гірзау, Арібо Схоласт, Маркетто Падуанський і багато інших) розглядали види кварти й квінти як базові структури, з яких будуються октавні звукоряди (церковних тонів):
Ті, хто судить про тони [церковних] розспівів тільки за ходом вгору і вниз [мелодії] — не музиканти, а сліпці, краще називати таких півчими, що блукають у темряві. Ми ж маємо намір показати, як розспіви розпізнаються за їх будовою (distinctiones) і за видами (species) [консонансів]; бо види, як каже Берно, суть музичні страви, з яких готуються лади.Оригінальний текст (лат.)
Iudicantes cantus de tonis solum propter ascensum et descensum non musici sed ceci, errorisque cantores potius dici possunt. Nos enim proposuimus ostendere quomodo cantus per suas distinctiones et species cognoscantur; nam, ut dicit Bernardus, species sunt musicales epule, que modos creant.— Маркетто Падуанський. Роз'яснення в мистецтві плавної музики, XI.3
У пізньому Середньовіччі за аналогією з (традиційними) видами кварти, квінти й октави теоретики аналізували також види терцій і секст, що увійшли на той час у розряд (недосконалих) консонансів. В епоху Відродження інтерес до античного трактування видів консонансу відродився, через обговорення їх значущості в багатоголоссі, наприклад, у трактатах «L'antica musica ridotta alla moderna prattica» Н. Вічентіно (1555) і «De modis» Дж. Меї (1573).

## Види октави та октавні лади
Для теорії музики особливо значущими були види октави, оскільки саме з видів октави (за Арістоксеном, Птолемеєм і Боецієм) виводилися звукоряди (октавних) ладів. За давньою традицією (джерела якої простежити неможливо) греки та римляни називали види октави й виведені з них лади тими самими «етнічними» іменами (і похідними від них). Звідси виникли дорійський, фригійський, лідійський, давньогрецький лади і їх гіпо-варіанти (крім гіпоміксолідійського, див. нотний приклад угорі).

Починаючи від IX століття і донині ці етноніми західна і російська теорія музики застосовує до звукорядів іншої структури — не тих, які були прийняті в античній теорії музики (див., наприклад, Натуральні лади). Плутанину в етнонімах октавних ладів спричинив невідомий автору IX століття (його трактат називався «Alia musica», тобто «Інша музика»), який заснував свою інтерпретацію на «Музиці» Боеція. «Останній римлянин», на жаль, не показав детально, як саме ладові звукоряди різної структури (modi / toni / tropi) виводяться з видів октави. «Еліптичність» викладу ладової теорії Боеція і стала причиною помилкової інтерпретації Аноніма. Ось як виглядає виведення ладів з октавних видів у Боеція:
Двооктавна система мислиться від просламбаномену до нети вищих (зі всіма звукоступенями, розташованими всередині). Якщо такі повні системи підняти вище або опустити нижче відповідно до вищезазначених видів октавного консонансу, вийдуть сім ладів, імена яких такі: гіподорійський, гіпофригійський, гіполідійський, дорійський, фригійський, лідійський, давньогрецький.— Боецій. Основи музики
Потім (у тій самій гл. 15) Боецій послідовно описує тільки підвищення повної системи. Базове висотне положення системи оголошується «гіподорійським ладом» (modus hypodorius). Перше підвищення висотної бази на цілий тон названо «гіпофригійським ладом» (modus hypophrygius). Наступне підвищення дає «гіполідійський лад» (modus hypolydius), наступне — «дорійський лад» (modus dorius) і т. д. в традиційній послідовності (див. нотний приклад угорі). З такого опису складається враження, що «теорія ладів Боеція» вичерпується простою транспозицією Повної системи. Якщо нічого далі не припускати, доведеться погодитися з тим, що дорійський лад дорівнює фригійському, лідійському й усім іншим, оскільки одна висотна позиція структурно нічим не буде відрізнятися від іншої (не кажучи вже про те, що греки не мали камертона і поняття абсолютної висоти звуку).
Боецій у своєму описі опустив найважливіше. Після того, як усю матрицю транспозицій побудовано, слід локалізувати в ній різні види октави в одних і тих самих висотних межах. Саме це й означає «темна» інструкція Боеція «відповідно до вищезазначених видів октавного консонансу» (secundum supradictas diapason consonantiae species).
Таке місце в матриці можливе тільки одне (на наступній схемі межі виділено пунктиром). Послідовність одержаних внаслідок транспозиції інтервалів у «тетичній» октаві й виявить втілений у кожному з ладів унікальний вид октави:

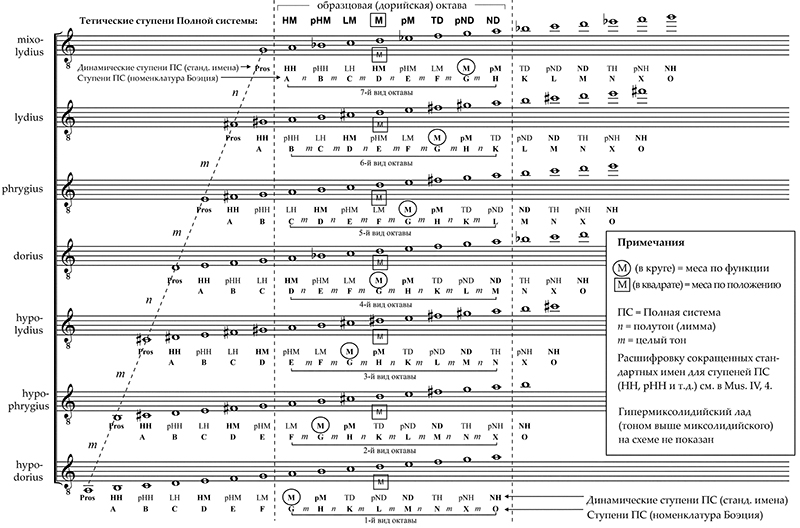
Виведення ладів з видів октави за Боецієм

Зі скупого опису Боеція анонімний автор «Alia musica» взяв на замітку (а) порядок перерахування ладів (гіподорійський, гіпофригійський, гіполідійський, дорійський і т. д.), а (б) вказівку на висхідну транспозицію Повної системи цілком інтерпретував як зсув по одній і тій самій (нетранспонованій) діатонічній гамі. Звідси й виникли новий (не той, що у греків, і не той, що у Боеція) розпорядок видів октави
| № виду октави | у греків              | у Боеція              | у Аноніма            |
| ------------- | --------------------- | --------------------- | -------------------- |
| 1             | H-c-d-e-f-g-a-h       | a-h-c'-d'-e'-f'-g'-a' | A-H-c-d-e-f-g-a      |
| 2             | c-d-e-f-g-a-h-c'      | g-a-h-c'-d'-e'-f'-g'  | H-c-d-e-f-g-a-h      |
| 3             | d-e-f-g-a-h-c'-d'     | f-g-a-h-c'-d'-e'-f'   | c-d-e-f-g-a-h-c'     |
| 4             | e-f-g-a-h-c'-d'-e'    | e-f-g-a-h-c'-d'-e'    | d-e-f-g-a-h-c'-d'    |
| 5             | f-g-a-h-c'-d'-e'-f'   | d-e-f-g-a-h-c'-d'     | e-f-g-a-h-c'-d'-e'   |
| 6             | g-a-h-c'-d'-e'-f'-g'  | c-d-e-f-g-a-h-c'      | f-g-a-h-c'-d'-e'-f'  |
| 7             | a-h-c'-d'-e'-f'-g'-a' | H-c-d-e-f-g-a-h       | g-a-h-c'-d'-e'-f'-g' |

і нова прив'язка етнонімів ладів
| № виду октави | звукоряд             | етнонім ладу    | номер ладу (tonus, tropus) |
| ------------- | -------------------- | --------------- | -------------------------- |
| 7             | g-a-h-c'-d'-e'-f'-g' | міксолідійський | VII                        |
| 6             | f-g-a-h-c'-d'-e'-f'  | лидийский       | V                          |
| 5             | e-f-g-a-h-c'-d'-e'   | фригійський     | III                        |
| 4             | d-e-f-g-a-h-c'-d'    | дорійський      | I                          |
| 3             | c-d-e-f-g-a-h-c'     | гіполідійський  | VI                         |
| 2             | H-c-d-e-f-g-a-h      | гіпофригійський | IV                         |
| 1             | A-H-c-d-e-f-g-a      | гиподорійський  | II                         |

Восьмий тон d-e-f-g-a-h-c'-d '(дублікат першого виду октави), необхідний у системі парних церковних тонів, Анонім додав сам, назвавши його «гіперміксолідійським».
Нумерація видів октави, зафіксована Анонімом, стала загальною в музичній теорії Середньовіччя, а його прив'язки етнонімів ладів до вказаних діатонічних звукорядів утрималися в теорії музики аж до наших днів.